# Aquiles Serdán, Chiapas
Aquiles Serdán är en ort i Mexiko.   Den ligger i kommunen Motozintla och delstaten Chiapas, i den sydöstra delen av landet, 900 km sydost om huvudstaden Mexico City. Aquiles Serdán ligger 2 255 meter över havet och antalet invånare är 354.
Terrängen runt Aquiles Serdán är huvudsakligen bergig, men den allra närmaste omgivningen är kuperad. Runt Aquiles Serdán är det ganska tätbefolkat, med 172 invånare per kvadratkilometer. Närmaste större samhälle är Motozintla de Mendoza, 16,1 km norr om Aquiles Serdán. I omgivningarna runt Aquiles Serdán växer i huvudsak städsegrön lövskog.